# Bantry (Ierland)
Bantry (Iers: Beanntraí) (exoniem: Banterij) is een plaats in het graafschap Cork in Ierland, en ligt aan de kop van de Bantrybaai. Het stadje ligt aan de N71, tussen de schiereilanden Beara en Sheep's Head. Bantry heeft een belangrijke regionale functie.

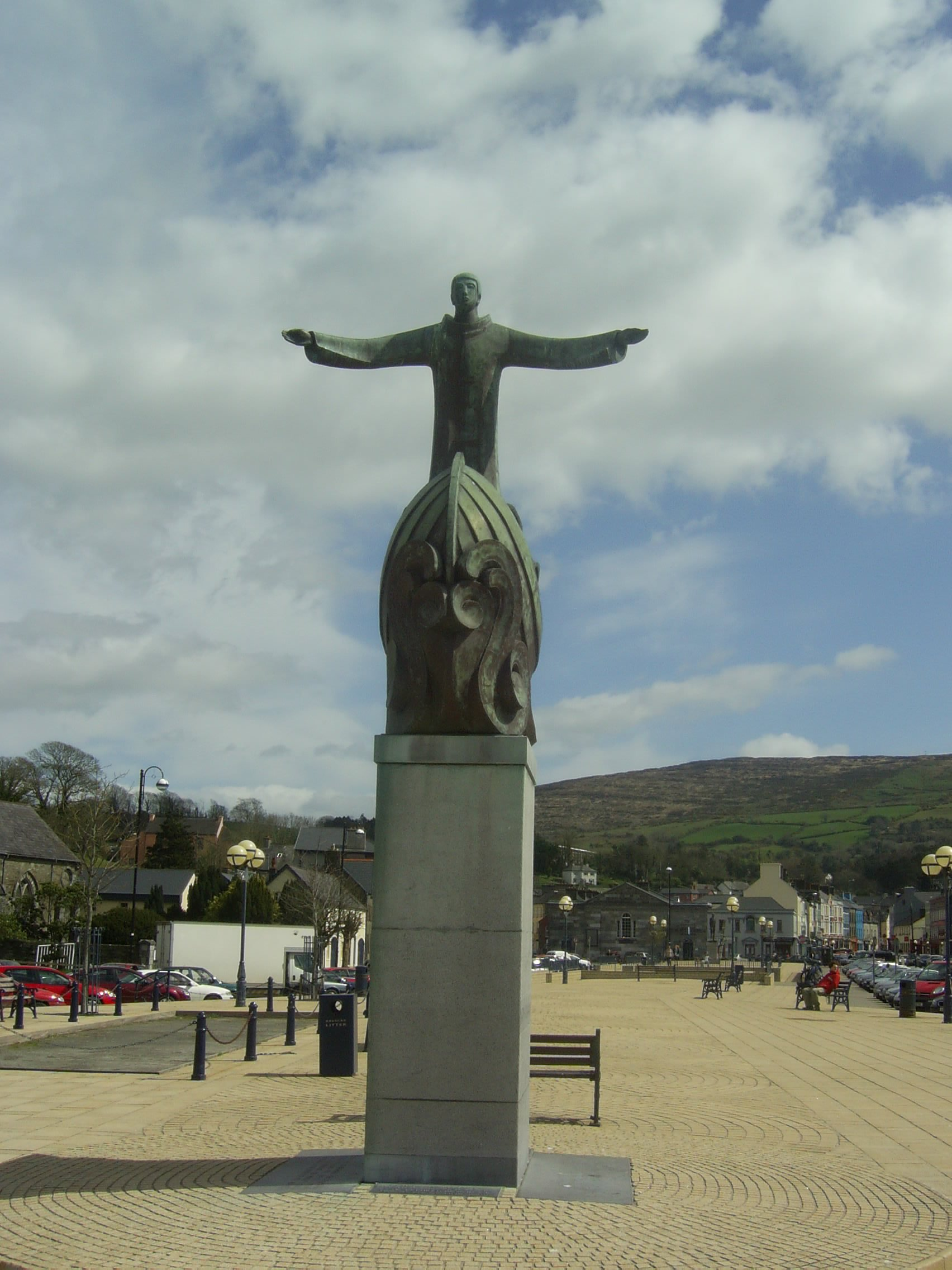
Een beeld van St. Brendan the Navigator in Bantry

Een belangrijke bron van inkomsten voor de lokale bevolking is - naast het toerisme - de mosselkweek, wat duidelijk te zien is aan de rijen drijvende netten met mosselen in de baai.
Vlak voor de kust bij Bantry ligt Whiddy Island. Op dit eiland liggen de resten van wat vroeger een belangrijke olie-overslagterminal was, die voor veel werkgelegenheid zorgde. Toen op 8 januari 1979 de olietanker genaamd 'Betelgeuse' ontplofte, kwamen daarbij de 42 bemanningsleden en 7 medewerkers van de terminal om het leven. Zo'n 250 mensen verloren hun baan. De schade aan het milieu was groot. Nog steeds komen er af en toe olietankers olie lossen voor opslag op Whiddy, maar ze kunnen niet meer aanleggen aan de pier van het eiland.
Het Wolfe Tone Square in het stadje is genoemd naar een Ierse verzetsstrijder die het in 1798 voor elkaar kreeg om een Franse Armada achter zich te krijgen in de strijd tegen de Engelse overheersing. De aanval was gepland in het midden van de winter, en door het slechte weer en gebrek aan communicatie tussen de schepen bleek een effectieve aanval onmogelijk. Aan Britse zijde vocht ook de Nederlander Willem Frederik Graaf van Bylandt mee. Een expositie over de strijd is te vinden in het statige Bantry House, gelegen aan de N71 in zuidelijke richting vanaf Bantry.

## Bekende inwoners

#### Voormalige inwoners
- Piet Kamerman, (1925-2025), Nederlands acteur

#### Overleden
- Elly Ruimschotel, (1931-2020), Nederlands actrice